# Aporosa microstachya
Aporosa microstachya är en emblikaväxtart som först beskrevs av Louis René Tulasne, och fick sitt nu gällande namn av Johannes Müller Argoviensis. Aporosa microstachya ingår i släktet Aporosa och familjen emblikaväxter. Inga underarter finns listade i Catalogue of Life.